# Ferdinand von Jäger
Ferdinand Ritter von Jäger (* 5. Februar 1839 in Nürnberg; † 7. November 1916 in Würzburg) war ein fränkischer Jurist. Ab 1899 war er Zweiter Bürgermeister der Stadt Nürnberg.

## Leben
Jäger begann an der  Friedrich-Alexander-Universität Erlangen Rechtswissenschaft zu studieren. 1860 wurde er im Corps Onoldia aktiv. Als Inaktiver wechselte er an die Universität Leipzig. 1873 wurde er Mitglied des Nürnberger Magistratsrats. Er wurde 1899 hinter Georg Schuh zum Zweiten Bürgermeister bestellt und 1905 wiedergewählt. Er zeichnete sich als Förderer der Kunst und Wissenschaft aus. 1910 wurde er zum Ehrenbürger der Stadt Nürnberg ernannt.
Mit 77 Jahren gestorben, wurde Ferdinand von Jäger im Familiengrab auf dem Johannisfriedhof (Nürnberg) (ID / 031a) beigesetzt.